# 李俊峰 (政治人物)
李俊峰（1962年10月—），男，河南卢氏人，中华人民共和国政治人物。

## 生平
1977年7月参加工作，1986年4月加入中国共产党。1996年7月，任洛阳市人事局副局长、市编办主任。1999年4月，任偃师市市长（1996年12月至1999年6月在河南大学在职研究生进修班学习，获哲学硕士学位）。2001年9月，任中共洛阳市委组织部常务副部长（2003年3月至2003年7月在中共河南省委党校中青班学习）。
2009年3月，任平顶山市副市长；2014年3月，任中共平顶山市委常委、秘书长。
2016年1月，任中共商丘市委常委、组织部部长。
2017年5月，任河南省体育局局长、书记。